# Giuseppe Penone
Giuseppe Penone (Garessio, 3 april 1947) is een Italiaanse beeldhouwer. Met zijn werk is hij een vertegenwoordiger van de arte povera en land art.

## Leven en werk
Penone stamt af van een boerenfamilie en werkte veel in de natuur in de omgeving van zijn ouderlijk huis in Garessio. In die omgeving bevinden zich veel bossen, riviertjes en prehistorische grotten. Hij maakt beelden en installaties van natuurlijke materialen zoals steen, hout, klei en delen van planten. Het werk gaat steeds over de relatie van de mens (het menselijk lichaam) tot de natuur (aarde). Zijn beelden worden ook in brons gegoten of als keramische objecten getoond.
Penone nam deel aan de documenta in Kassel in 1972, 1982 en in 1987. In 2001 ontving hij de Rolf Schock-prijs. In 2004 werd een retrospectief van zijn werk getoond in het Centre Pompidou in Parijs. In 2007 had hij een tentoonstelling in het Museum Kurhaus in Kleef.
Penone woont en werkt in Turijn. Hij geeft les aan de École des Beaux Arts in Parijs.

## dOCUMENTA 13
Penone heeft op 21 juni 2010 als eerste kunstenaar een bijdrage geleverd aan dOCUMENTA 13 van 2012. Zijn sculptuur Idee di Pietra (2004/2010) van steen en brons werd geïnstalleerd in het Auepark in Kassel.

## Tentoonstellingen (selectie)
- Giuseppe Penone had een overzichtstentoonstelling in 2010 in museum De Pont in Tilburg[2]

## Werk in openbare collecties
- Migros Museum für Gegenwartskunst, Zürich
- Museum Kurhaus, Kleef
- Skulpturengarten Museum Abteiberg, Mönchengladbach: Tree of water/Breath of leaves
- Tate Gallery, Londen
- Beeldenroute Westersingel, Rotterdam: "Elevazione" 2001 (brons, vier elzen en een beuk)
- Beeldenpark van het Kröller-Müller Museum, Otterlo: "Faggio di Otterlo" 1987/8 (bronzen beuk)
- Museum De Pont, Tilburg
- Hedge House, Wijlre
- MAC's, Hornu
- Jardin des Tuileries, Parijs (bronzen boomstam 'Arbre des voyelles')

## Fotogalerij

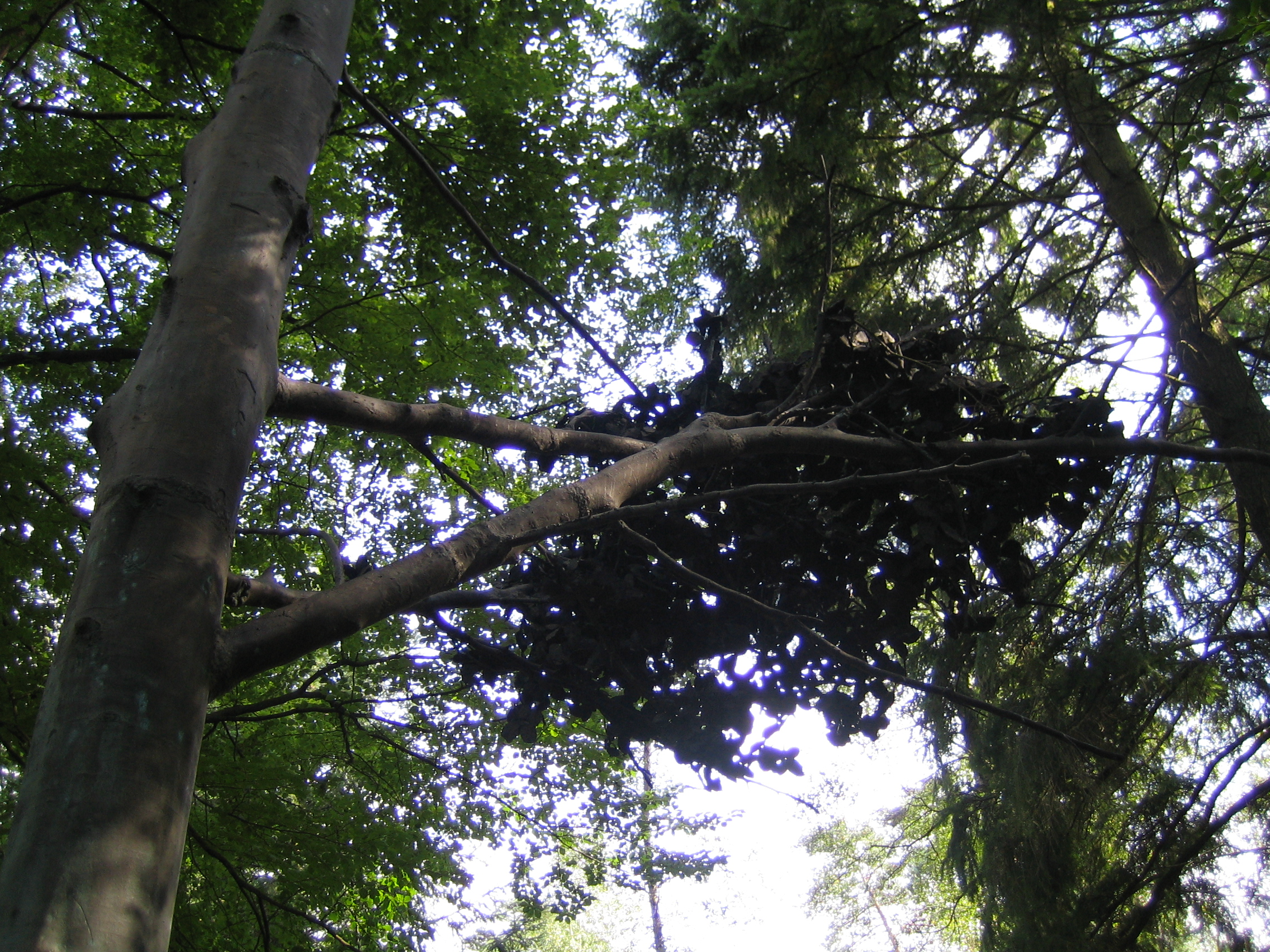
Faggio di Otterlo (1987/88), Otterlo
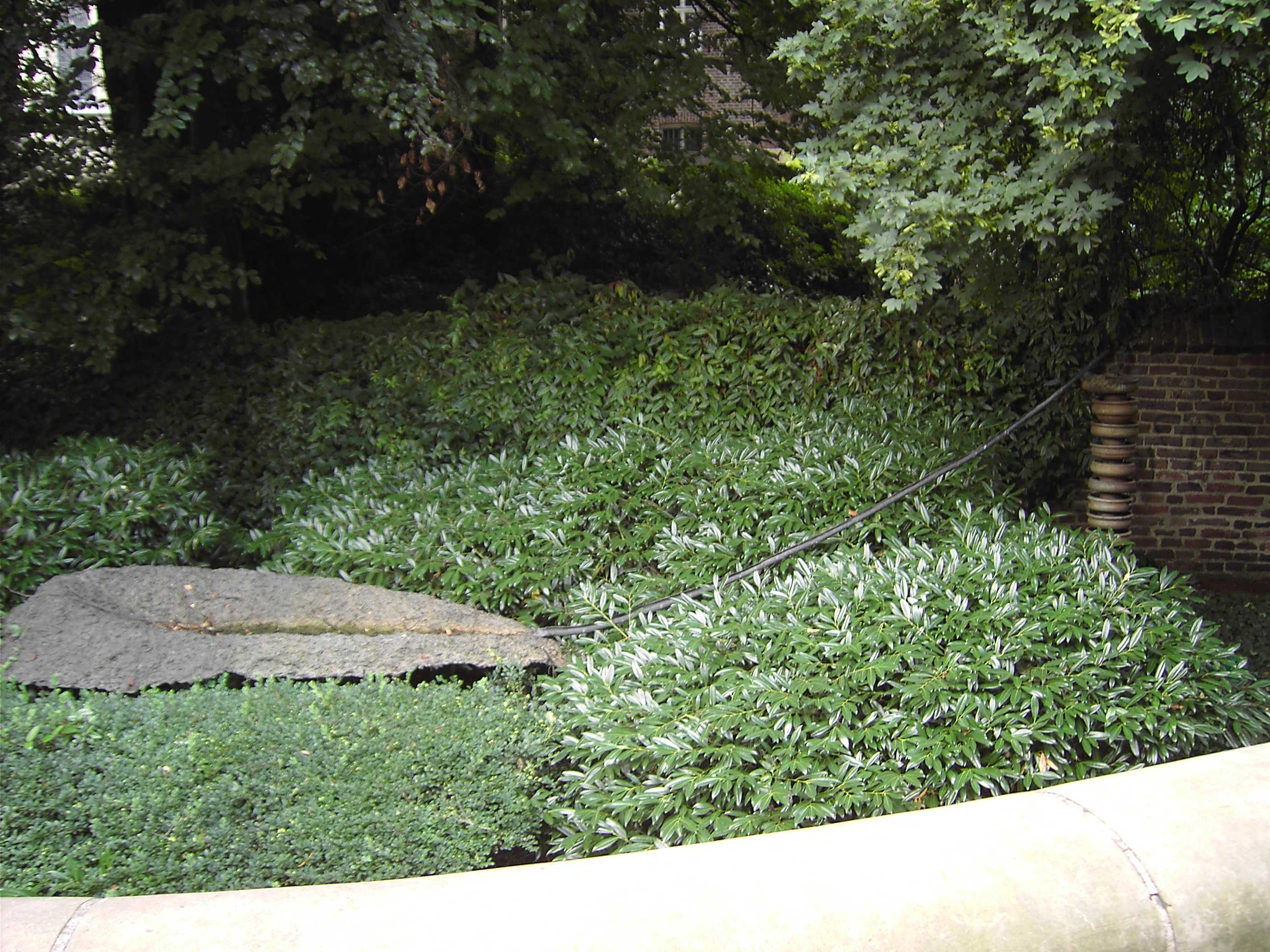
Tree of Water, Breath of Leaves, Mönchengladbach
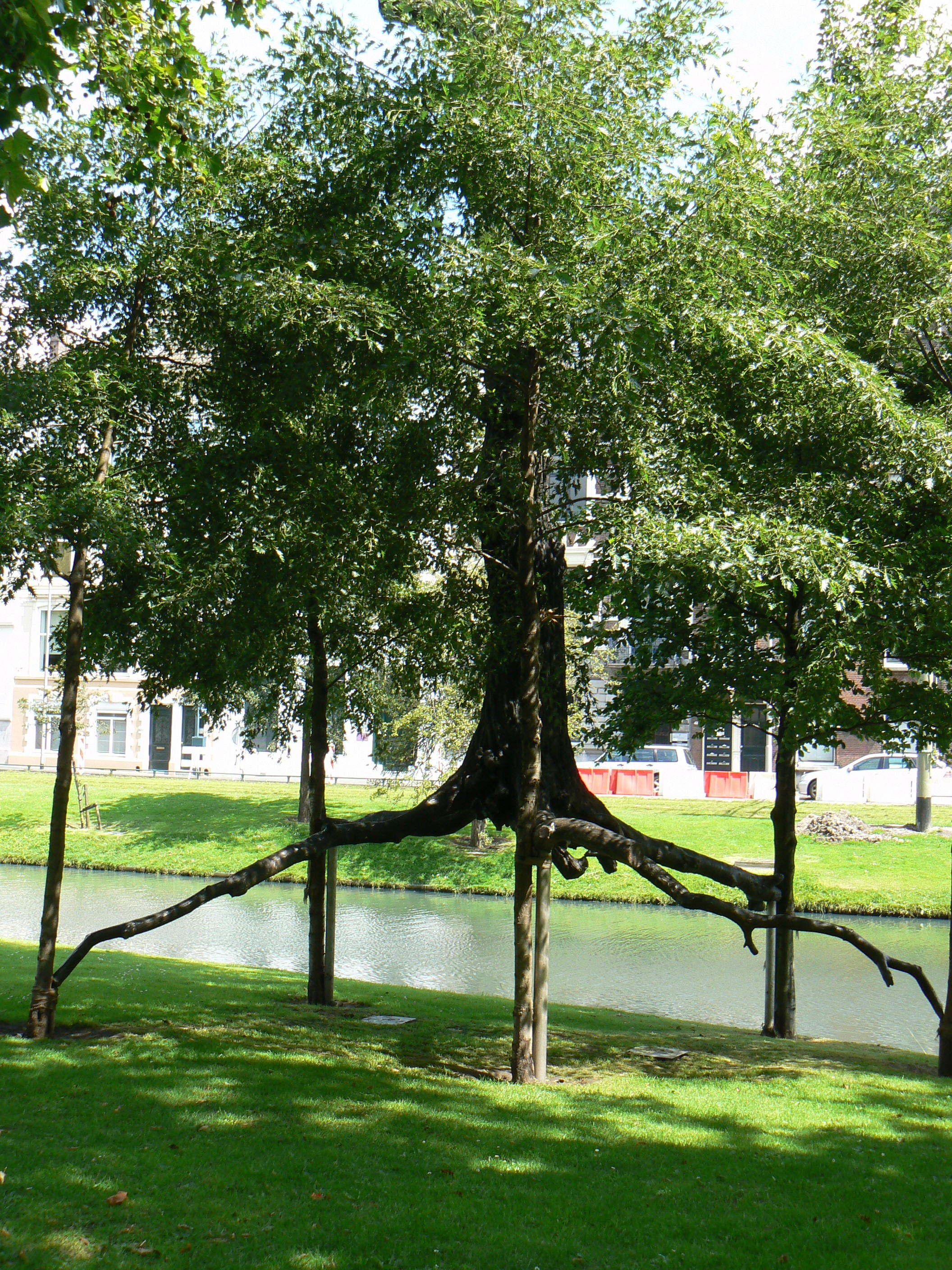
"Elevazione" (2001), Rotterdam
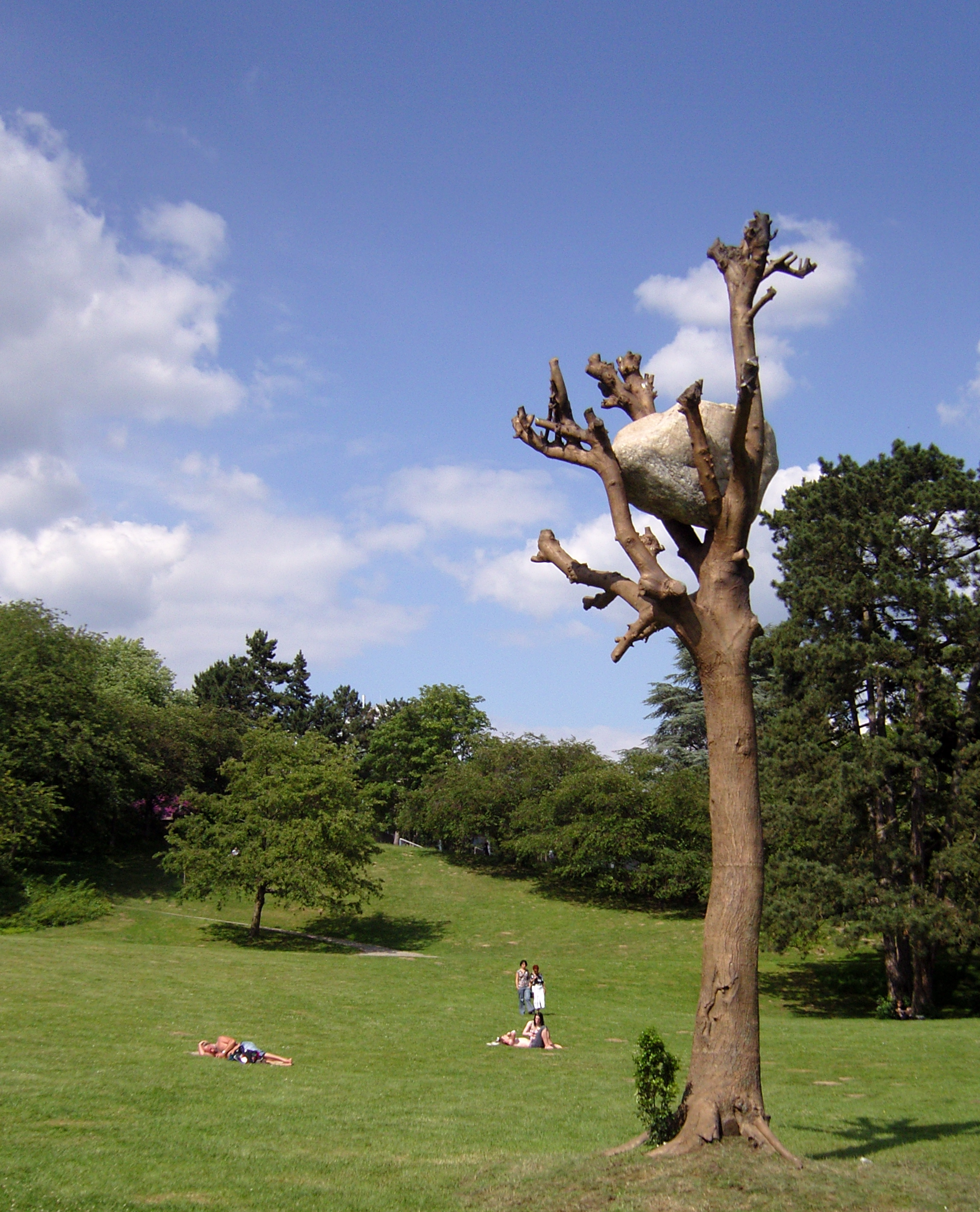
Idee di Pietra (2004/2010), Kassel
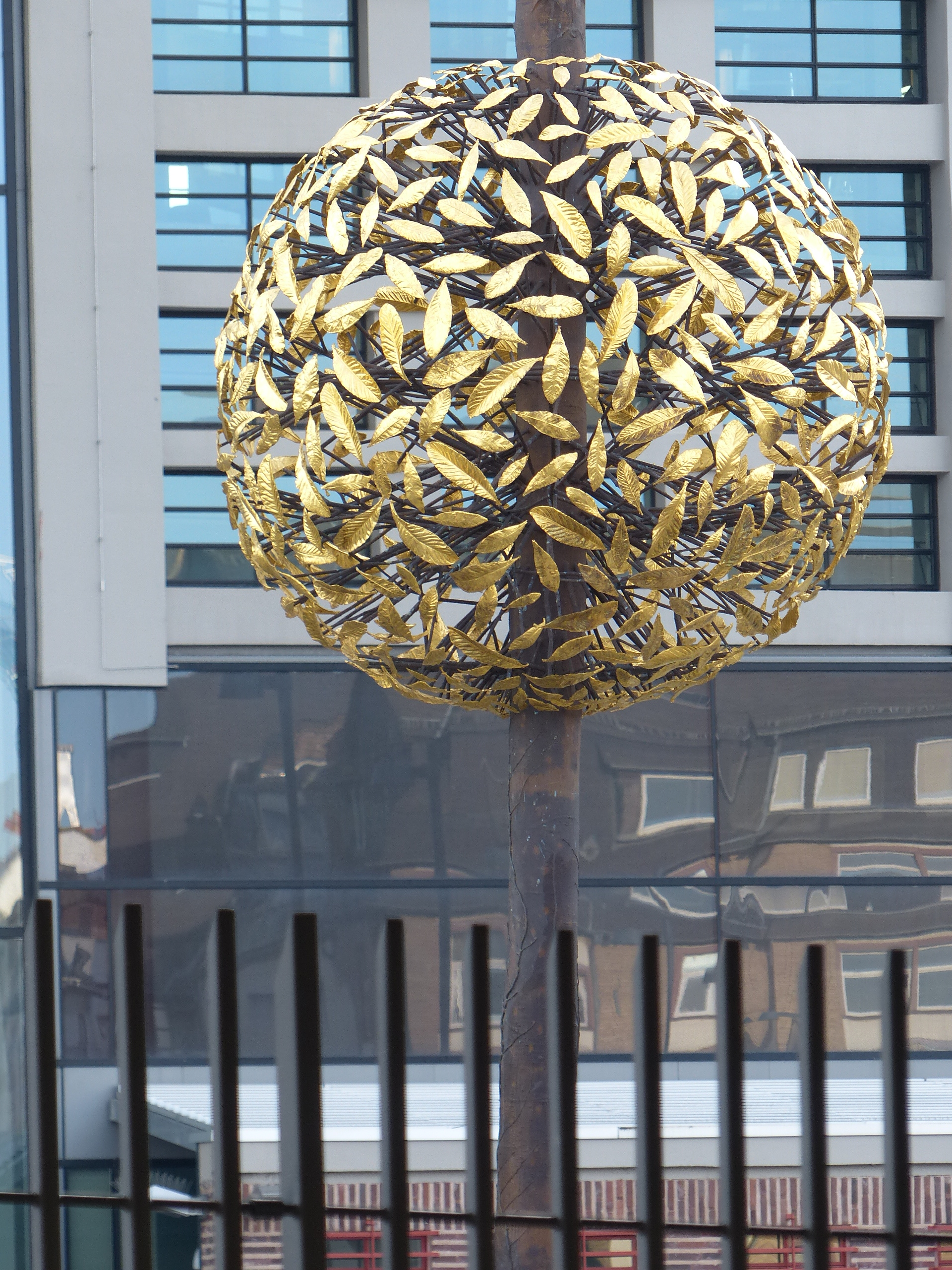
Gravity and Growth (2014), Frankfurt am Main